# 永遠をあずけてくれ
「永遠をあずけてくれ」（えいえんをあずけてくれ）は、DEENの4thシングル。

## 作品解説
- 「永遠をあずけてくれ」は後に、栗林誠一郎がアルバム『遠く離れても』でセルフカバーした。栗林のセルフカバー曲には、この曲のCDリリース後DEENに加入した田川伸治（ギター）が参加している（しかも栗林によるこの歌のバージョンのほうがクリスマスソング的なアレンジを持って制作された）[1]。仲居辰磨（ギター）の在籍最後のシングルである（後に、TEARSに加入）。
- 前述の事情からか、PVは仲居が参加したバージョン（モノクロのスタジオ・セッション）と田川が参加したバージョンの2パターンが存在し、TBS『COUNT DOWN TV』やテレビ朝日『NO.』などでOAされた。ちなみに仲居が参加したバージョンは商品化されていない。
- 歌詞に「White Christmas」という言葉が出てくるため、クリスマスソング扱いにされることもある。
- 日曜日の発売でありながらも、DEEN初のオリコン初登場TOP3入りをした。
- 当初、池森の書いた詞でレコーディングする予定だったが、直前にプロデューサーから「この歌詞を変える」と言われ、川島だりあが書いた詞でレコーディングされた。ラジオで「今思うと絶対こっち（川島だりあの詞）の歌詞のほうが良かった」と言っている。ちなみに池森が書いた詞は「もう会えない」というタイトルだった。

## 収録曲
1. 永遠をあずけてくれ
  - 作詞:川島だりあ 作曲:栗林誠一郎 編曲:葉山たけし

NTTドコモの「ポケットベル」CMソング。
2. さよならも言わないで〜Rain〜
  - 作詞･作曲:池森秀一 編曲:池田大介
3. 永遠をあずけてくれ （オリジナル・カラオケ）
4. さよならも言わないで〜Rain〜 （オリジナル・カラオケ）

## 収録アルバム
永遠をあずけてくれ
- 『DEEN』
- 『SINGLES+1』
- 『DEEN PERFECT SINGLES +』
- 『BEST HIT BEING』
- 『Classics One WHITE Christmas time』※リアレンジして、新録音
- 『DEEN The Best Classics』※リアレンジして収録
- 『DEEN The Best キセキ』※アレンジ、新録音して収録
- 『冬キブン』※アレンジ、新録音して収録
- 『DEEN at 武道館〜15th Anniversary Greatest Singles Live〜』
- 『DEENAGE MEMORY -20周年記念ベストアルバム-』
- 『DEEN The Best FOREVER 〜Complete Singles +〜』

さよならも言わないで〜Rain〜
- 『Another Side Memories〜Precious Best〜』